# 軽里大塚古墳

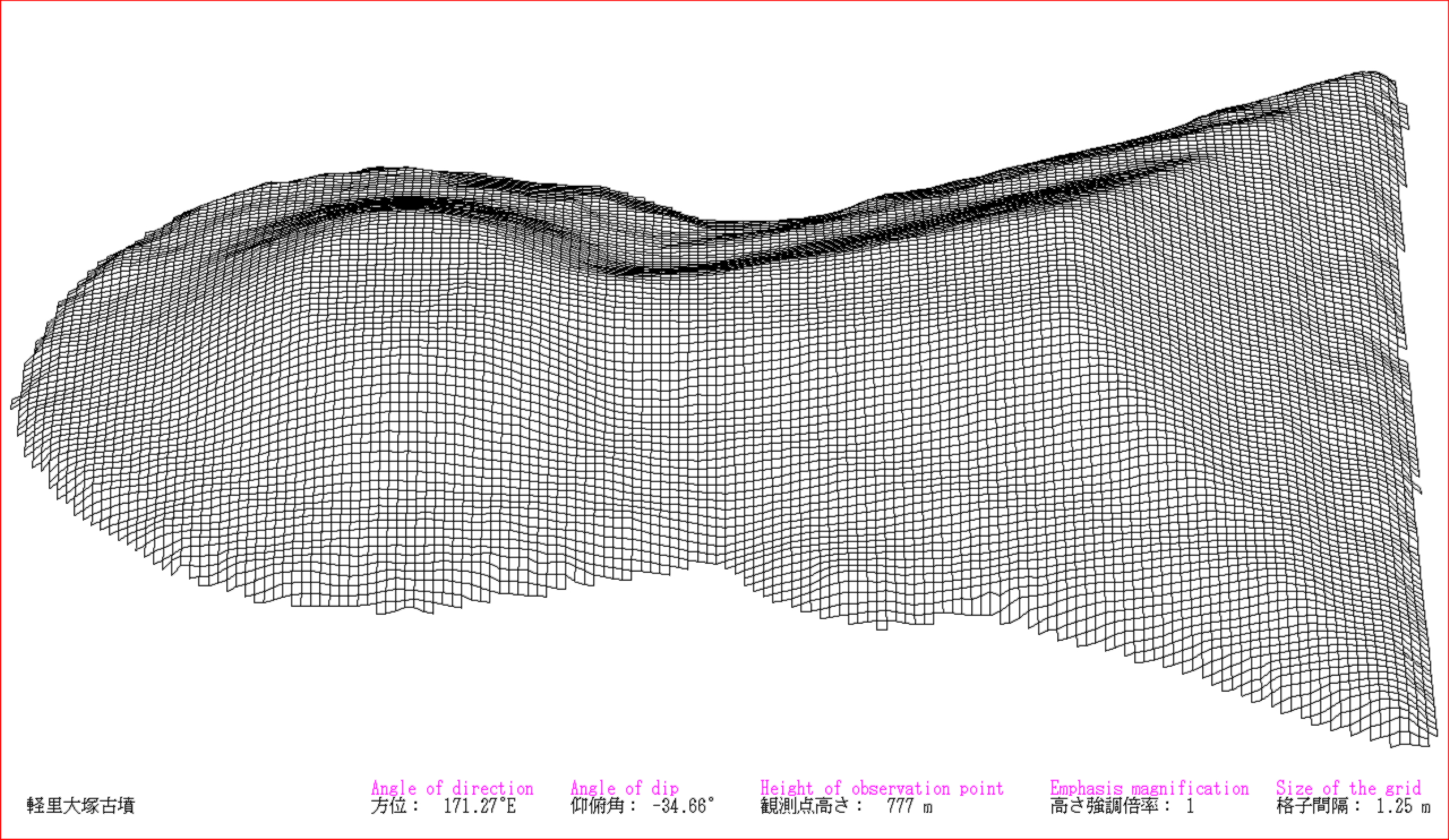
3DCGで描画した軽里大塚古墳

軽里大塚古墳（かるさとおおつかこふん）は、大阪府羽曳野市軽里にある古墳。形状は前方後円墳。古市古墳群（世界文化遺産）を構成する古墳の1つ。
実際の被葬者は明らかでないが、宮内庁により「白鳥陵（しらとりのみささぎ）」として日本武尊（景行天皇皇子、仲哀天皇父）の陵に治定されている。また周堤は国の史跡に指定されている（史跡「古市古墳群」のうち）。
別称を「前の山古墳」や「白鳥陵古墳」とも。羽曳野市の名前の由来となった古墳である。

## 概要
古市古墳群の南部、墓山古墳の南、白髪山古墳の北東に位置する。全長約190m、後円部径約106m、高さ約20m、前方部幅約165m、高さ約23mで、古市古墳群で7番目の大きさである。墳丘は三段築成で前方部を西に向け、北側のくびれ部には造り出しがある。周囲には幅約35mの周濠と上面幅21mの堤がめぐらされている。
主体部や副葬品については不明である。1981年の発掘調査で、後円部の円筒埴輪列が確認されたほか、朝顔形埴輪や家、蓋などの形象埴輪が出土した。これらの出土品や、前方部幅が後円部径に比べて約1.5倍もあるという墳形上の特徴から、古市古墳群では市ノ山古墳とほぼ同時期、5世紀後半の築造と推定されている。
2021年に周堤が国の史跡に指定されている（史跡「古市古墳群」への追加指定）。

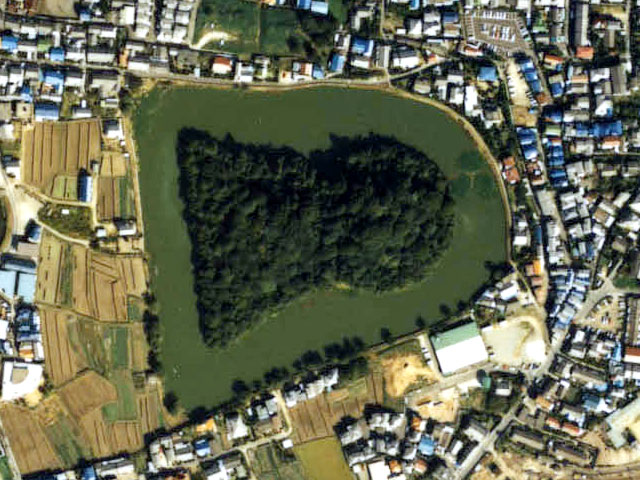
国土交通省 国土地理院 地図・空中写真閲覧サービスの空中写真を基に作成
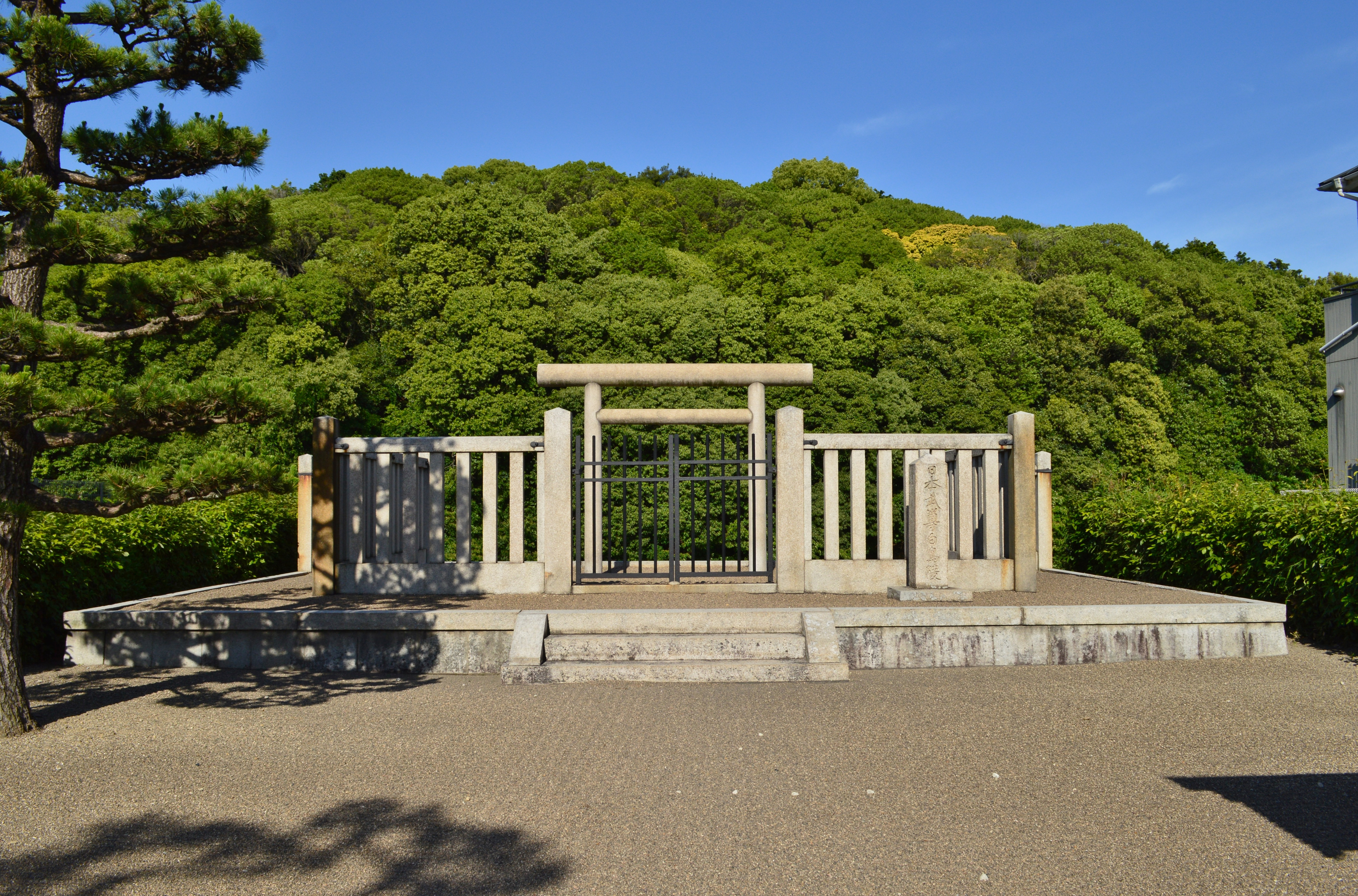
日本武尊白鳥陵 拝所
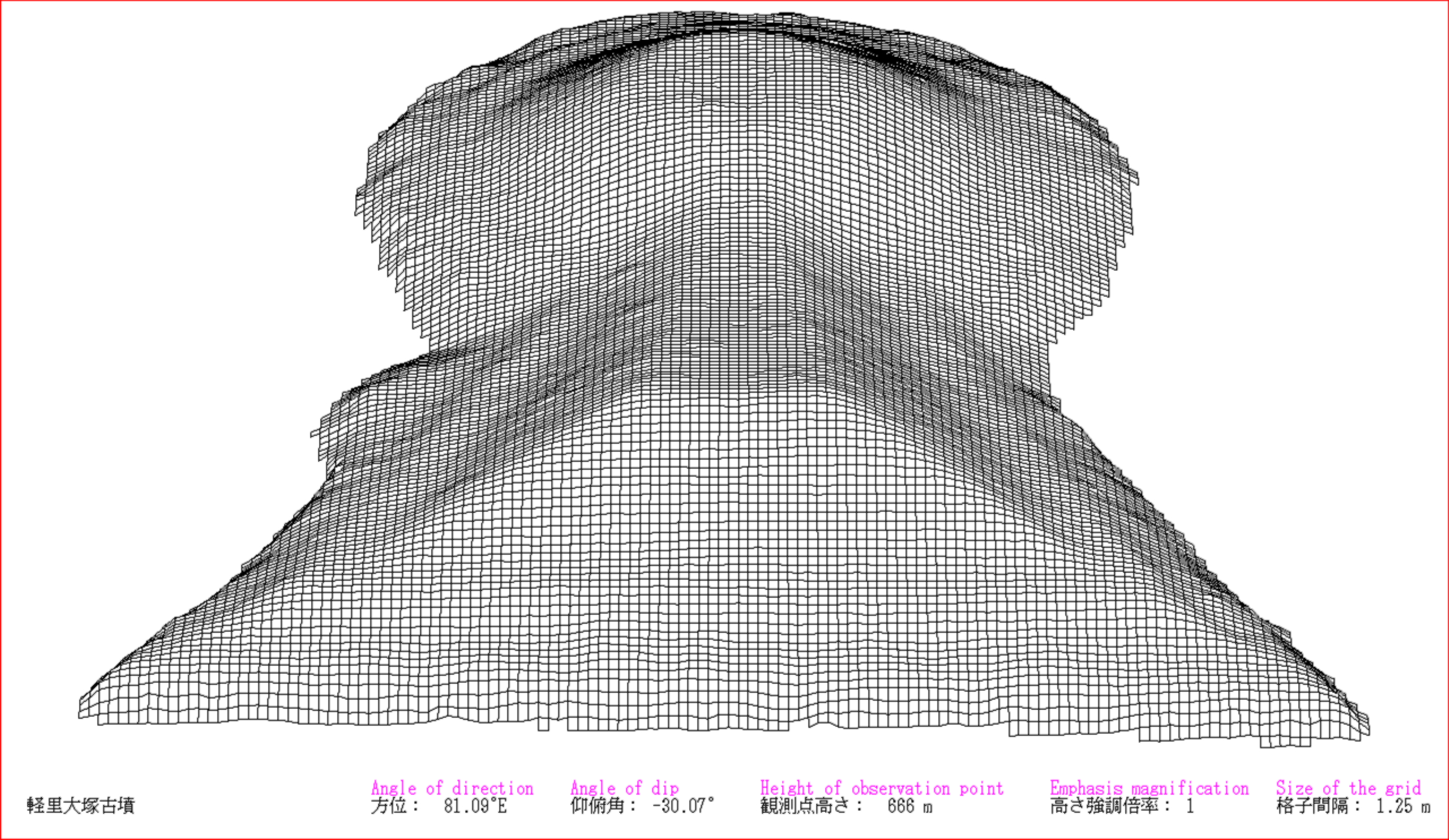
3DCGで描画。前方部側から見る
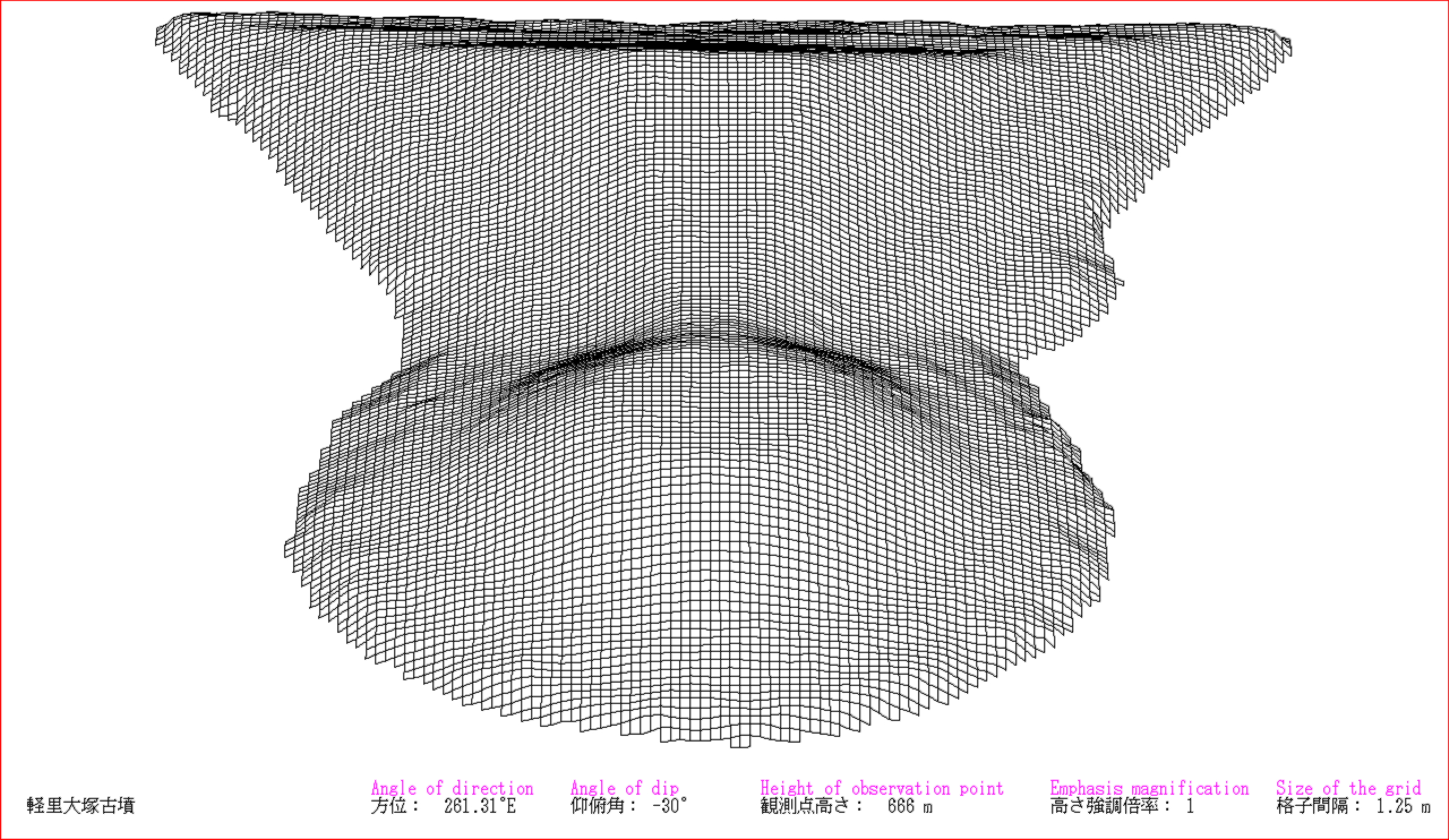
3DCGで描画。後円部側から見る
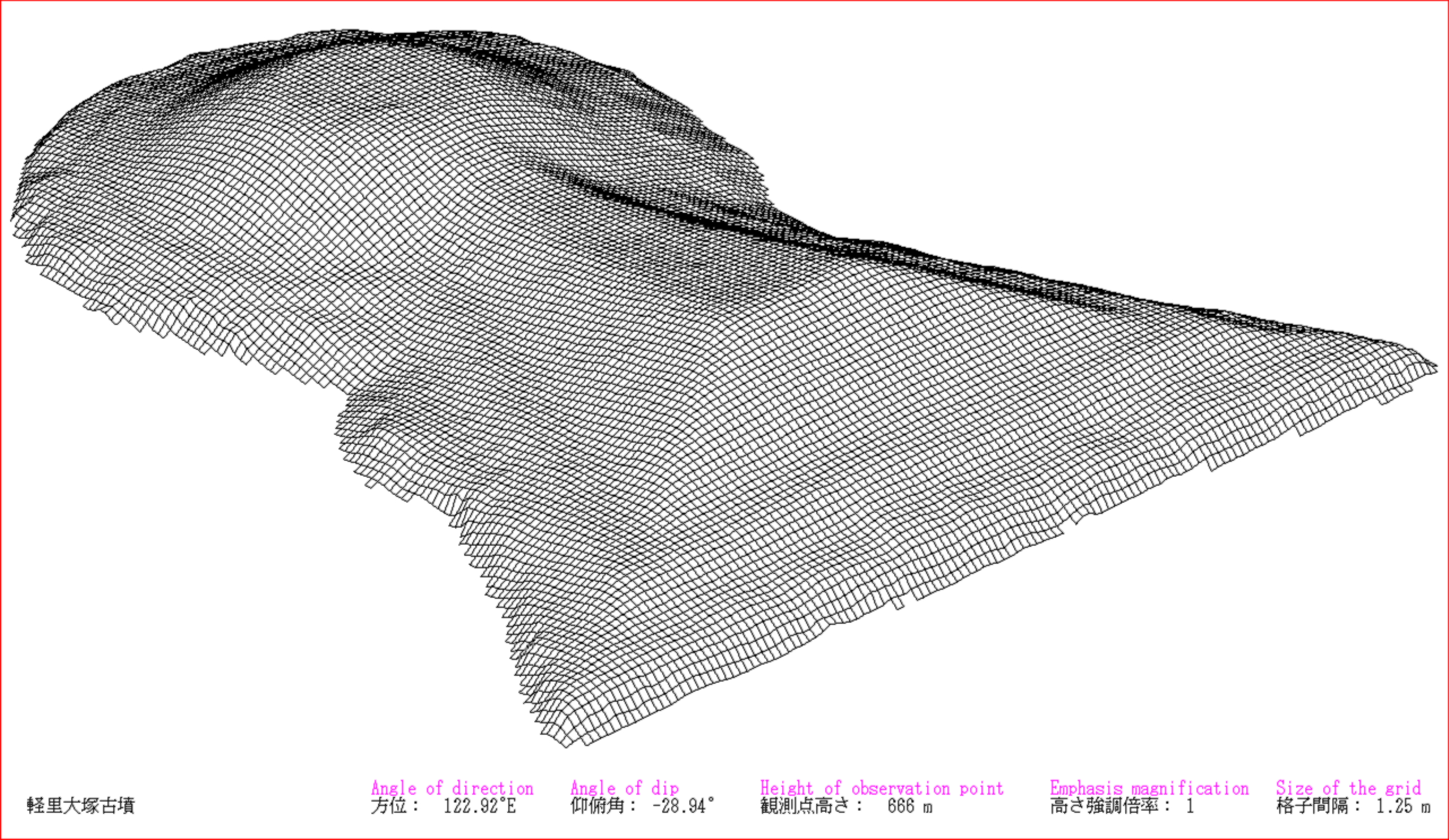
3DCGで描画。北西側から見る
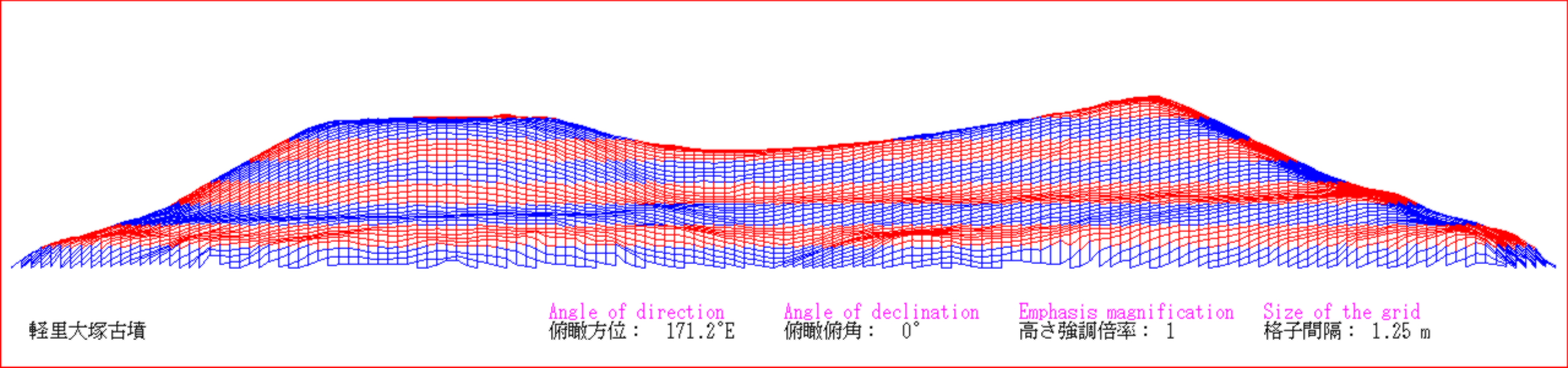
3DCGで描画。真横から見る

## アクセス
近鉄南大阪線古市駅より白鳥交差点を経て西に徒歩約10分